# Marin Čolak
Marin Čolak, född den 4 mars 1984 i Zagreb, Kroatien (dåvarande SR Kroatien i Jugoslavien), är en kroatisk racerförare.

## Racingkarriär
Čolak satsade i början av 2000-talet på en formelbilskarriär utan större framgångar. Han lyckades desto bättre när han satsade på SEAT-klasser med sikte på att bli professionell Touring Car-förare. 2008 blev Čolak tvåa i SEAT León Eurocup bakom spanjoren Óscar Nogués. Han fick även göra ett inhopp i WTCC på Brands Hatch under samma år.